# Alena Antonová
Alena Antonová (16. prosince 1930 Praha, 30. prosince 2021 Praha) byla česká výtvarnice, malířka, grafička a ilustrátorka.

## Život
Narodila se v Praze. V letech 1945-1948 studovala na Státní odborné škole keramické v Praze. V letech 1948-1949 pokračovala studiem na Střední grafické škole v Praze (u profesora Karla Tondla a v letech 1949–1955 vystudovala obor monumentální malby na VŠUP v Praze, první dva roky v ateliéru Antonína Strnadela a dále u profesora Emila Filly.

## Dílo
Ve své dlouholeté kariéře se věnovala hlavně grafice, ilustracím, knižním značkám, ex libris a typografii knih. Ve volné grafice preferovala techniku leptu, ale i linorytu nebo dřevořezu. Dále se věnovala malbě a uplatnila některé realizace v architektuře. Patřila ke spolupracovníkům a přátelům galerie v Šolcově statku v Sobotce. Podílela se tam na sestavování výstavních plánů Galerie Karla Samšiňáka i sousedního lapidária, pomáhala s instalacemi výstav, přiváděla sem významné výtvarníky a sama opakovaně představovala svoji tvorbu. Přátelila se se sběrateli grafiky (například s Karlem Samšiňákem nebo se Slavomilem Venclem), jimž tvořila ex libris a novoročenky.

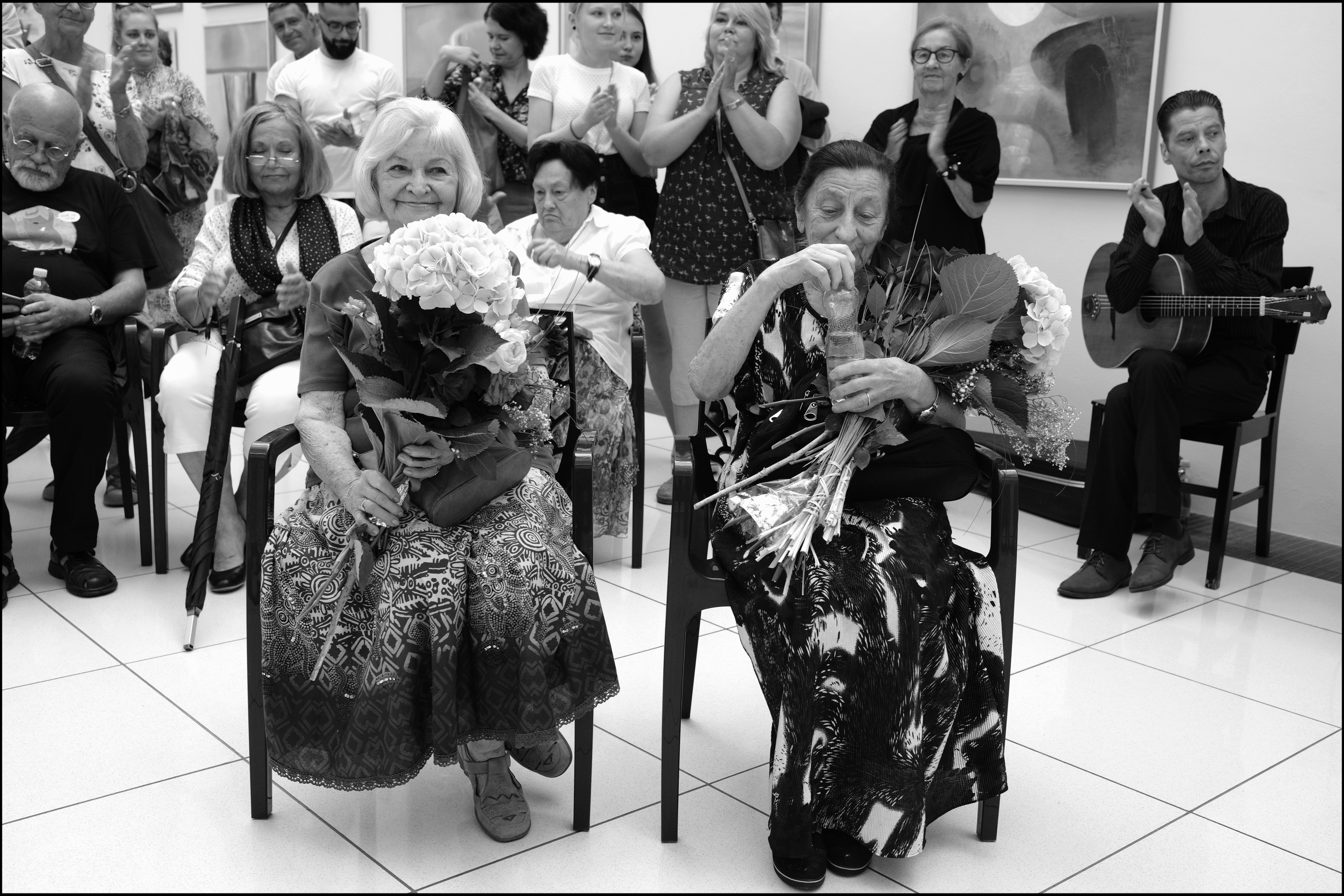
Daniela Benešová a Alena Antonová na vernisáži své poslední výstavy 18. srpna 2020 v Praze

Vystavovala od roku 1968 do roku 2020 samostatně v Rakousku, SRN a Jugoslávii, mnohokrát v České republice i dalších zemích.
Naposledy se prezentovala v srpnu roku 2020 v Nové síni v Praze na výstavě nazvané My pluli dál a dál společně se svou spolužačkou z VŠUP Danielou Benešovou.
V letech 1957-1991 byla členkou Svazu československých výtvarných umělců a od roku 1991 členkou Sdružení českých umělců-grafiků Hollar.